# موکلومن هیل (کالیفرنیا)
موکلومن هیل (به انگلیسی: Mokelumne Hill) یک منطقهٔ مسکونی در ایالات متحده آمریکا است که در شهرستان کالاوراس، کالیفرنیا واقع شده‌است. موکلومن هیل ۷٫۹۸۱ کیلومتر مربع مساحت و ۶۴۶ نفر جمعیت دارد و ۴۴۹ متر بالاتر از سطح دریا واقع شده‌است.